# (26970) Eliáš
(26970) Eliáš, désignation internationale (26970) Elias, est un astéroïde de la ceinture principale.

## Description
(26970) Elias est un astéroïde de la ceinture principale. Il fut découvert le 23 septembre 1997 à l'Observatoire d'Ondřejov par Petr Pravec. Il présente une orbite caractérisée par un demi-grand axe de 2,87 UA, une excentricité de 0,07 et une inclinaison de 1,0° par rapport à l'écliptique.

## Compléments